# Depresión Momposina
Die Depresión Momposina ist eine Schwemmebene mit einer Ausdehnung von 24.650 km² im Norden Kolumbiens. Die Schwemmebene liegt nördlich der Departemente Bolívar, Magdalena, Sucre, Córdoba und Cesar.

## Geografische Merkmale
Die Schwemmebene liegt zwischen dem karibischen Tiefland, den Montes de María (Marienberge) auf der Höhe des Flusses Caño Constanza und den Ausläufern der Gebirgszüge Ayapel, San Lucas und Perijá. Die Schwemmebene wird in ihrer ganzen Länge vom Río Magdalena durchströmt, in welchen die Flüsse Cauca, Cesar und San Jorge münden und fruchtbare Auen mit ausgedehnten temporären oder dauerhaften Sümpfen bilden, deren Fläche in der Regenzeit erheblich zunimmt.
Das Binnendelta, welches durch die zahlreichen Nebenflüsse des Magdalena gebildet wird, erhält durch Hochwasser große Mengen an Sedimenten aus den Anden, wodurch das Gebiet einem ständigen Absenkungsprozess unterliegt. Aufgrund seiner flachen Morphologie führt der Wechsel der Hochwasserstände dazu, dass die Sümpfe über ihren Pegel hinausgehen und das Wasser sich ausbreitet oder dass die Sandbänke trocken liegen und abgebaut werden können. Mit einer durchschnittlichen jährlichen Niederschlagsmenge von 2500 mm beherbergt der Regenwald eine vielfältige Fauna: Vögel, Fische, Amphibien und Reptilien.